# (121514) 1999 UJ7
(121514) 1999 UJ7 es un asteroide perteneciente a asteroides que cruzan la órbita de Marte, descubierto el 30 de octubre de 1999 por el equipo del Lincoln Near-Earth Asteroid Research desde el Laboratorio Lincoln, Socorro, Nuevo México.

## Designación y nombre
Designado provisionalmente como 1999 UJ7.

## Características orbitales
1999 UJ7 está situado a una distancia media del Sol de 1,524 ua, pudiendo alejarse hasta 1,584 ua y acercarse hasta 1,464 ua. Su excentricidad es 0,039 y la inclinación orbital 16,75 grados. Emplea 687 días en completar una órbita alrededor del Sol.

## Características físicas
La magnitud absoluta de 1999 UJ7 es 17. Tiene 2,286 km de diámetro y su albedo se estima en 0,053.